# Равна Гора (Хасковська область)
Ра́вна Гора́ (болг. Равна гора) — село в Хасковській області Болгарії. Входить до складу общини Свиленград.

## Населення
За даними перепису населення 2011 року у селі проживала 31 особа.
Національний склад населення села:
| Національність   | Кількість осіб | Відсоток |
| ---------------- | -------------- | -------- |
| турки            | 19             | 61,3%    |
| болгари          | 12             | 38,7%    |
| цигани           | 0              | 0%       |
| інша             | 0              | 0%       |
| не визначились   | 0              | 0%       |
| Всього відповіли | 31             |          |

Розподіл населення за віком у 2011 році:
Динаміка населення: